# DDR-Meisterschaften im Fechten 1979
Die DDR-Meisterschaften im Fechten wurden 1979 zum 28. Mal ausgetragen und fanden in den Einzelwettbewerben vom 7. bis 8. Juli in Berlin im Sportforum Hohenschönhausen statt. Die Mannschaftstitel wurden in mehreren Runden ermittelt und fanden im Februar ihren Abschluss.

## Medaillengewinner

### Einzelmeisterschaften
| Disziplin | Gold                                  | Silber                               | Bronze                                    |
| Männer    | Männer                                | Männer                               | Männer                                    |
| --------- | ------------------------------------- | ------------------------------------ | ----------------------------------------- |
| Florett   | Hartmuth Behrens (SC Dynamo Berlin)   | Siegmar Gutzeit (SC Einheit Dresden) | Adrian Germanus (SC Motor Jena)           |
| Degen     | Thomas Bieler (SC Leipzig)            | Karsten Hustig (SC Einheit Dresden)  | Wigbert Kindermann (ASK Vorwärts Potsdam) |
| Säbel     | Rüdiger Müller (ASK Vorwärts Potsdam) | Hendrik Jung (SC Leipzig)            | Gerd May (SC Dynamo Berlin)               |
| Frauen    |                                       |                                      |                                           |
| Florett   | Marion Schulze (ASK Vorwärts Potsdam) | Mandy Dick (SC Einheit Dresden)      | Sabine Hertrampf (ASK Vorwärts Potsdam)   |

### Mannschaftsmeisterschaften
| Disziplin | Gold                                                                                  | Silber           | Bronze               |
| Männer    | Männer                                                                                | Männer           | Männer               |
| --------- | ------------------------------------------------------------------------------------- | ---------------- | -------------------- |
| Florett   | SC Einheit Dresden Klaus Haertter Siegmar Gutzeit Straube Gläser Schenkel             | SC Dynamo Berlin | SC Motor Jena        |
| Degen     | SC Dynamo Berlin I Dieter Müller Leimbach Banzram Stolze Schmitt                      | SC Leipzig       | SC Dynamo Berlin II  |
| Säbel     | SC Dynamo Berlin Frank-Eberhard Höltje Peter Ulbrich Gerd May Frank Weib Zimmermann   | SC Leipzig       | ASK Vorwärts Potsdam |
| Frauen    |                                                                                       |                  |                      |
| Florett   | SC Dynamo Berlin Gabriele Janke Gisela Schöne Petra Wenzel Cornelia Tom Sabine Sippel | SC Leipzig       | ASK Vorwärts Potsdam |

## Medaillenspiegel
| Platz | Verein | Verein               | Gold | Silber | Bronze | Total |
| ----- | ------ | -------------------- | ---- | ------ | ------ | ----- |
| 1     |        | SC Dynamo Berlin     | 4    | 1      | 2      | 7     |
| 2     |        | ASK Vorwärts Potsdam | 2    | –      | 4      | 6     |
| 3     |        | SC Leipzig           | 1    | 4      | –      | 5     |
| 4     |        | SC Einheit Dresden   | 1    | 3      | –      | 4     |
| 5     |        | SC Motor Jena        | –    | –      | 2      | 2     |
|       | Total  | Total                | 8    | 8      | 8      | 24    |